# كارل كاستن

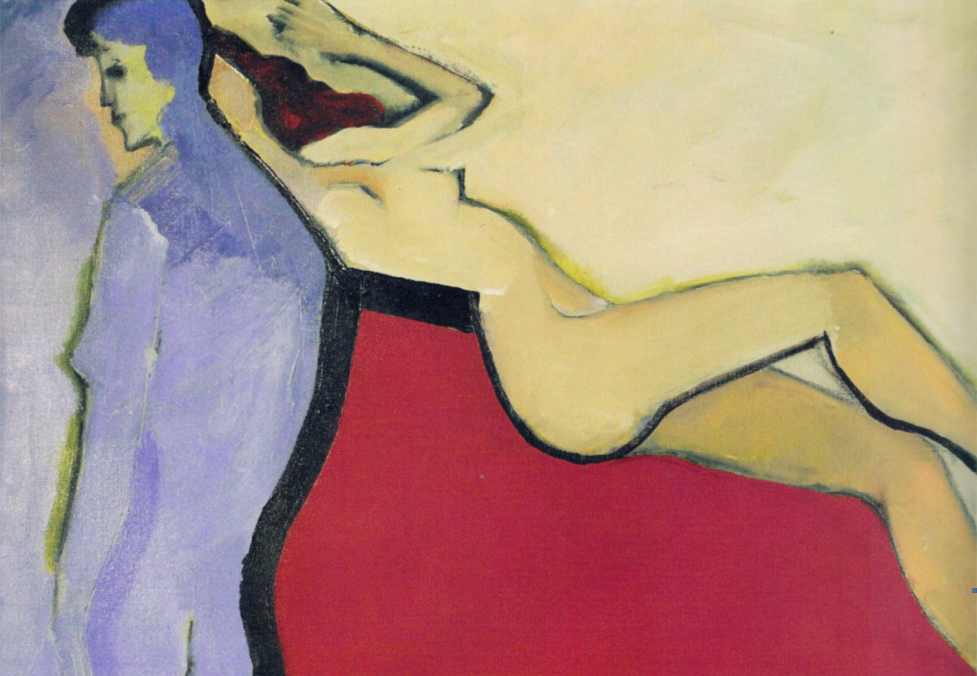
لوحة فنية من عمل كارل كاستن

كارل كاستن (بالإنجليزية: Karl Kasten)‏ هو رسام أمريكي، ولد في 5 مارس 1916 في سان فرانسيسكو في الولايات المتحدة، وتوفي في 3 مايو 2010.